# Ultra Boy
Ultra Boy (Jo Nah) es un superhéroe que aparece en DC Comics, principalmente como miembro de la Legión de Super-Héroes en los siglos 30 y 31. Obtuvo sus poderes después de ser devorado por una bestia parecida a una ballena en el espacio y de estar expuesto a grandes cantidades de radiación mientras estaba dentro. Su nombre real se deriva de la figura bíblica Jonás, quien también sobrevivió al ser tragado por un "pez grande" (a menudo interpretado como una ballena).

## Historial de publicaciones
Ultra Boy apareció por primera vez en Superboy #98 y fue creado por Jerry Siegel y Curt Swan.

## Biografía ficticia

### Pre-"Crisis"
Ultra Boy apareció por primera vez en Superboy # 98 (1962), en el que fue enviado atrás en el tiempo a la ciudad natal de Superboy, Smallville, para demostrar que era digno de unirse a la Legión al conocer la identidad secreta de Superboy. En su primera aventura solo demostró sus poderes de visión, conocidos como "penetra-visión". Se dio a entender que tenía intenciones maliciosas al conocer la identidad secreta de Superboy. Más tarde, en Adventure Comics #316, explicó que podía canalizar su ultra-energía para proporcionarle otros poderes, aunque solo uno a la vez. Posteriormente estuvo vinculado sentimentalmente durante muchos años con su compañera Legionnaire Phantom Girl. Fue considerado uno de los '3 grandes' de la Legión (junto con Superboy y Mon-El) y sirvió dos mandatos como líder.
Los nombres de sus padres son Crav y Mytra Nah. Su novia en Rimbor antes de unirse a la Legión era An Ryd; Más tarde ella es asesinada por Pulsar Stargrave, quien incrimina a Ultra Boy por el crimen.
Ultra Boy es un actor habilidoso; esto, combinado con su dura experiencia en Rimbor y su posición social, lo ayuda a infiltrarse en grupos criminales cuando parece "ir mal". Esta habilidad también lo convierte en un miembro valioso del Escuadrón de Espionaje de la Legión; es el único miembro sin poderes manifiestos de "espionaje".

### Legion of Super-Heroes(vol. 4)
Entre los volúmenes 3 y 4 de Legion of Super-Heroes, se produjo una brecha de cinco años en la cronología, durante la cual el equipo se disolvió. Durante este período, Ultra Boy le propuso matrimonio a Phantom Girl, pero aparentemente murió en un accidente. Ahora conocido simplemente como Jo Nah, se había convertido en contrabandista y forajido en su mundo natal de Rimbor. Se reincorporó a la Legión después de que los asesinos destruyeran todo un edificio de apartamentos que intentaban matarlo.
Una historia posterior en el Volumen 4 Legion of Super-Heroes (vol. 4) Anual # 1 mostró sus habilidades de actuación. Se demostró que durante años Ultra Boy había jugado "más tonto" que él, para no regalar ninguna ventaja a sus enemigos. Cuando la hechicera del tiempo Glorith comenzó a manipular la historia de la Legión, pensó que solo los legionarios más inteligentes podrían notar sus manipulaciones y, por lo tanto, actuó para neutralizar a los como Brainiac 5. Nunca sospechó que Ultra Boy descubriría su plan, que implicaba provocar una batalla entre la Legión y Mordru en el cenit de su poder, que destruiría o debilitaría a ambos, permitiéndole recoger los pedazos. Al darse cuenta de lo que esto significaría, Ultra Boy primero (en un error diplomático falso) evitó que la Legión atacara a Mordru, luego, disfrazado, visitó a Mordru y en su lugar lo provocó para que atacara a Glorith. Esto resultó exitoso, dejando a Mordru y Glorith gravemente debilitados. Años más tarde, Glorith finalmente descubrió quién era el responsable y, en venganza, envió a Phantom Girl al pasado, dejando a Ultra Boy creyéndola muerta. Más tarde, la Legión se encontró en el lado equivocado de la ley y Ultra Boy adoptó una nueva identidad como Dragón Esmeralda.
Durante la "Brecha de cinco años" que siguió a las Guerras Mágicas, la Tierra cayó bajo el control encubierto de los Dominadores y se retiró de los Planetas Unidos. Unos años más tarde, los miembros del altamente clasificado "Batch SW6" de los Dominadores escaparon del cautiverio. Originalmente, Batch SW6 parecía ser un grupo de clones de legionarios adolescentes, creados a partir de muestras aparentemente tomadas justo antes de la muerte de Ferro Lad a manos del Sun-Eater. Más tarde, se reveló que eran duplicados de la paradoja del tiempo, tan legítimos como sus homólogos más antiguos. Después de que la Tierra fuera destruida en un desastre que recuerda la destrucción de Krypton un milenio antes, unas pocas docenas de ciudades supervivientes y sus habitantes reconstituyeron su mundo como Nueva Tierra. Los legionarios SW6, incluida su versión de Ultra Boy, se quedaron.

### Post-"Hora Cero"
En la continuidad que sigue a la historia de "Zero Hour" de 1994, los antecedentes de Ultra Boy son muy similares a los originales. Era el líder de una pandilla en Rimbor (que dirigía una pandilla llamada Emerald Dragons, una referencia a su identidad Five Years Later), antes de ser devorado por una Ultra Energy Beast y obtener sus poderes al comer la carne de la criatura. Inicialmente no se une a la Legión, sino que se une a un grupo rival llamado Workforce, y está brevemente vinculado románticamente con Spider Girl (Sussa Paka) antes de conocer y enamorarse de Apparition, la encarnación post-Zero Hour de Phantom Girl, cuando el Workforce y Legion están varados en Planet Hell, un complejo penitenciario ubicado dentro del sol. Finalmente, Ultra Boy deja Workforce y se convierte en miembro de Legion.
Ultra Boy y Apparition finalmente se casan y tienen un hijo llamado Cub, justo antes de que la realidad de la Legión se reiniciara por segunda vez.

### Reinicio de 2005
La Legión se reinició nuevamente en 2005. Ultra Boy en esta versión se parece mucho a sus versiones anteriores, pero no tiene un vínculo romántico con Phantom Girl; él está en una relación con Shadow Lass. Entrenado por Karate Kid en un uso más responsable y táctico de sus superpoderes, al menos Triplicate Girl sabe que en Rimbor, "es acusado de un crimen que nunca cometió", pero se niega a decir más sobre la cuestión. Más tarde es absuelto de este crimen (que se revela como homicidio vehicular) cuando el gerente comercial de Legion, M'rissy, descubrió evidencia que lo llevó a su inocencia. Más amable y apacible de lo que puede expresar su brusco exterior, es el primero en sentir el descontento y las inseguridades de Imra por ser constantemente descuidada por su novio, Lightning Lad. Sin embargo, esto conduce a una breve aventura con la chica titánica.

### Post-"Crisis Infinita"
Los eventos de la historia de 2005-2006 "Crisis infinita" aparentemente han restaurado un análogo cercano de la Pre-Crisis on Infinite Earths Legion a la continuidad, como se ve en el arco de la historia "The Lightning Saga" en Justice League of America y Justice Society of America, y en el arco argumental "Superman and the Legion of Super-Heroes" en Action Comics. Ultra Boy está incluido en su número.
En la secuela de "Watchmen", "Doomsday Clock", Ultra Boy se encuentra entre los miembros de la Legión de Super-Héroes que aparecen en el presente después de que el Doctor Manhattan deshiciera el experimento que borró la Legión de Super-Héroes y la Sociedad de la Justicia de América.

## Poderes y habilidades
La fuente de poder de Ultra Boy proviene de la exposición de la radiación dentro de la Bestia de Ultra-Energía y no depende de la radiación del sol amarillo. En Legion of Super-Heroes (vol. 4) Annual # 1, su poder se describe como que su cuerpo absorbió la "ultra-radiación", que luego se adaptó a un estado invulnerable (una posición predeterminada). Cuando cambia la energía a sus músculos, aumenta su fuerza o poderes ópticos si concentra la energía en sus ojos.
Ultra Boy tiene los poderes de fuerza sobrehumana, vuelo, visión de penetración (similar a la visión de rayos X de Superboy, excepto que la visión de penetración le permite ver a través del plomo), visión de destello (similar a la visión de calor), invulnerabilidad y ultra-velocidad, aunque nunca se ha demostrado que tenga una súper audición. Todas estas habilidades parecen estar en niveles de poder kryptonianos. Mientras que la visión de calor de Superman generalmente se representa como rayos rojos, la visión de flash de Ultra Boy suele ser azul.
La principal debilidad de Ultra Boy es que solo puede usar un poder a la vez, es decir, si es invulnerable, no es súper fuerte ni puede ver a través de los objetos. Esto lo hace vulnerable a ataques repentinos si no puede cambiar de un poder a otro a tiempo. No puede usar su ultravelocidad para romper la "barrera del tiempo" ya que el estrés destruiría su cuerpo. También es vulnerable a la "radiación X", que lo afecta tanto como la kryptonita daña a los kryptonianos.
Ultra Boy es un actor excepcional y ha utilizado sus habilidades en muchas aventuras de Legion. Ha sido útil, combinado con su exterior tosco, que sus compañeros legionarios lo consideren menos inteligente de lo que es. Esta es la razón por la que, aunque sus poderes no se prestan al espionaje como Shrinking Violet, Chameleon Boy e Invisible Kid, es un miembro valioso del Escuadrón de Espionaje de la Legión.
Junto con las habilidades mencionadas anteriormente, ha sido elegido dos veces como líder de la Legión y ha servido varios mandatos como líder adjunto.

### Equipo
Como miembro de la Legión de Super-Héroes, se le proporciona un anillo de vuelo de la Legión, que le permite volar y lo protege del vacío del espacio y otros entornos peligrosos. Aunque tiene las habilidades innatas equivalentes, el anillo le permite renunciar a ellas y dejar otro de sus poderes disponible para su uso.

## En otros medios

### Televisión
- Ultra Boy hace un cameo en el episodio de Superman: la serie animada, "New Kids In Town".
- Ultra Boy aparece en el episodio de Liga de la Justicia Ilimitada, "Far From Home", como uno de los miembros de la Legión controlado mentalmente por los Cinco Fatales.
- Ultra Boy aparece en Legion of Super Heroes, con la voz de James Arnold Taylor. Aparece por primera vez en el episodio "Champions", participando en los Juegos Intergalácticos, un evento similar a los Juegos Olímpicos en el que también compite Lightning Lad. Cuando los Cinco Fatales atacan los juegos, él y Matter-Eater Lad ayudan a la Legión a derrotarlos. En el final de la primera temporada, Jo Nah hizo un cameo, disfrazado, después de haber sido enviado para ayudar a la Legión a detener al Sun-Eater. También apareció en el episodio "In the Beginning" y el final de la serie "Dark Victory".

### Juegos de rol de mesa
- En el juego de rol Champions, el término "Ultra Slot" se usa para describir uno de los poderes dentro de un marco en el que solo se puede usar un poder a la vez. El marco multipoder se basa directamente en Ultra Boy y, de hecho, originalmente se llamó "Ultra" (de ahí "Ultra Slot").